# Tieńguszewo
Tieńguszewo (ros. Теньгушево, moksza Теньгжеле) – wieś (ros. село, trb. sieło) w środkowej Rosji w Republice Mordowii, centrum administracyjne Rejonu tieńguszewskiego.
W 2010 r. miejscowość liczyła sobie 4232 mieszkańców.